# Анри Картие-Бресон
Анри Картие-Бресон (на френски: Henri Cartier-Bresson; род. 22 август 1908 във Шантьолу-ан-Бри, поч. 3 август 2004 в Монжюстен) е френски фотограф, известен с концепцията за „решаващия момент“, която въвежда във фотографията. Картие-Бресон е разглеждан като един от пионерите на фотожурналистиката, която той свързва с художествената фотография.
Картие-Бресон е сред съоснователите на известната фотографска агенция Magnum Photos. През 2003 г., една година преди смъртта му, в Париж на неговото име е създадена фондация, чиято цел е да съхрани наследството на Картие-Бресон.
Картие-Бресон е известен с прецизността на спусъка на фотоапарата си и графизма на композициите му, които той никога не прекадрира след като снимката е направена. Става известен с репортажите си от улицата, с живописното представяне на всекидневния живот, сред други приноси.
Картие-Бресон е често определян за митична фигура на фотографията на 20 век, който поради своето дълголетие той изживява почти изцяло, и чиито снимки представят едни от ключовите моменти на века. Неговият биограф Пиер Асулин го нарича „окото на века“.
В живота на Картие-Бресон се открояват четири главни периода. От 1926 г. до 1935 г. е под силното влияние на Андре Лот. По същото време е активен и в сюрреалистичните кръгове. В ателието на Лот, в артистичния квартал Монпарнас, учениците на художника се учат да търсят златното сечение в творбите на големи майстори. Още с излизането си, книгата на Матила Глика върху златното сечение става едно от настолните четива на Картие-Бресон, а търсенето на златното сечение пуска дълбоки корени в творчеството му.
На 23-годишна възраст заминава за Кот д'Ивоар, където прави първите си снимки. На следващата, 1931 г., публикува фоторепортаж от това пътуване. По-късно пътува и снима в Испания, Италия, Мексико, Мароко. Фотографиите на Бретон с изключителна точност отразяват географията на мястото, епохата, както и културния им контекст. Майсторството на композицията е плод на наученото при Лот. От Андре Бретон и сюрреалистите Картие-Бресон взима концепциите за конвулсивна красота, неподвижна експлозия (фотографската илюзия, при която субектите на снимката изглеждат едновременно неподвижни и в движение), магия на обстоятелствата (случайна среща) и завоалирана еротика. При завоалираната еротика субектът на желанието е скрит, а на снимката виждаме човека, обзет от това желание, което усилва желанието на зрителя да види обекта. 
От 1936 г. до 1946 г. Картие-Бресон е политически ангажиран и се бори за комунистическите си идеи, работи за комунистическата преса, кино и прави репортажи от фронта в Испанската гражданска война, от страната на републиканските сили.
От 1947 г. до 1970 г. се отдава на работата си в Magnum Photos. От 1970 г. до 2002 г. се оттегля от фотографската си дейност и се занимава с изобразително изкуство и е страничен наблюдател в обществото.